# Nicolás Giraldo
Nicolás Andrés Giraldo Urueta (El Carmen de Viboral, Antioquia; 29 de marzo de 1993) es un futbolista colombiano. Juega como lateral y su equipo actual es Millonarios de la Categoría Primera A.

## Carrera en clubes

### Inicios
Su proceso formativo empezó por el Deportivo Rionegro, en la Categoría Primera B de Colombia. Al año siguiente, en 2012, dio el salto al fútbol internacional, uniéndose al club Desportivo Brasil del Campeonato Paulista Serie A2 de Brasil, donde también estuvo en inferiores durante 2013. En 2014, llegó al Figueirense, aunque, a pesar de estar registrado para disputar el Campeonato Brasileño (Brasileirão), solo participó en la liga Sub-20. De regreso a Colombia, se unió al Boyacá Chicó, donde debutó en el profesionalismo. Aunque tuvo pocas oportunidades en el primer equipo, su desempeño le permitió regresar al fútbol internacional. Entre 2015 y 2016, jugó en Uruguay con los clubes Rentistas y Torque. 
A inicios de 2017, obtuvo una nueva oportunidad en la Serie D de Brasil, cuando fue fichado por el Espíritu Santo. Anoto sus primeros dos goles con el "tricolor"  enfrentando a Deportivo Ferroviaria y Atlético Itapemirim en el Campeonato Capixaba.

### América de Cali
En enero de 2020 es anunciado como nuevo jugador de América de Cali.

### Once Caldas
En julio de 2021 es anunciado como nuevo jugador de Once Caldas —a préstamo desde América de Cali—.

### Deportes Tolima
En enero de 2023 es anunciado como nuevo jugador del Deportes Tolima.

### Deportivo Pereira
En enero de 2024 es anunciado como nuevo jugador del Deportivo Pereira.

### Millonarios
En enero de 2025 es anunciado como nuevo jugador de Millonarios. Debuta por Liga el 11 de febrero en el empate 2-2 ante Club Llaneros. El 11 de junio da su primera asistencia con la camiseta de Millonarios, en el partido ante Once Caldas por la fecha 4 de cuadrangualres.

## Estadísticas
Actualizado al último partido jugado el 9 de diciembre de 2024.
| Club                         | Div.                | Temporada           | Liga  | Liga  | Copas | Copas | Internacional | Internacional | Total | Total |
| Club                         | Div.                | Temporada           | Part. | Goles | Part. | Goles | Part.         | Goles         | Part. | Goles |
| ---------------------------- | ------------------- | ------------------- | ----- | ----- | ----- | ----- | ------------- | ------------- | ----- | ----- |
| Boyacá Chicó · Colombia      | 1.ª                 | F-2014              | 7     | 0     | 2     | 0     | -             | -             | 9     | 0     |
| Boyacá Chicó · Colombia      | Total               | Total               | 7     | 0     | 2     | 0     | 0             | 0             | 9     | 0     |
| Rentistas · Uruguay          | 1.ª                 | 2015                | 3     | 0     | -     | -     | -             | -             | 3     | 0     |
| Rentistas · Uruguay          | Total               | Total               | 3     | 0     | 0     | 0     | 0             | 0             | 3     | 0     |
| Torque · Uruguay             | 2.ª                 | 2016                | 10    | 0     | -     | -     | -             | -             | 10    | 0     |
| Torque · Uruguay             | Total               | Total               | 10    | 0     | 0     | 0     | 0             | 0             | 10    | 0     |
| Espírito Santo · Brasil      | 4.ª                 | 2017                | 1     | 0     | 10    | 2     | -             | -             | 11    | 2     |
| Espírito Santo · Brasil      | Total               | Total               | 1     | 0     | 10    | 2     | 0             | 0             | 11    | 2     |
| Envigado F.C. · Colombia     | 1.ª                 | 2018                | 28    | 0     | 2     | 0     | -             | -             | 30    | 0     |
| Envigado F.C. · Colombia     | Total               | Total               | 28    | 0     | 2     | 0     | 0             | 0             | 30    | 0     |
| América de Cali · Colombia   | 1.ª                 | 2020                | 4     | 0     | 1     | 0     | 1             | 0             | 6     | 0     |
| América de Cali · Colombia   | 1.ª                 | 2021                | 11    | 0     | 0     | 0     | 0             | 0             | 11    | 0     |
| América de Cali · Colombia   | 1.ª                 | 2022                | 19    | 0     | 0     | 0     | 0             | 0             | 19    | 0     |
| América de Cali · Colombia   | Total               | Total               | 34    | 0     | 1     | 0     | 1             | 0             | 36    | 0     |
| Once Caldas · Colombia       | 1.ª                 | 2021                | 15    | 0     | 1     | 0     | -             | -             | 16    | 0     |
| Once Caldas · Colombia       | 1.ª                 | 2022                | 18    | 0     | 1     | 0     | -             | -             | 19    | 0     |
| Once Caldas · Colombia       | Total               | Total               | 33    | 0     | 2     | 0     | 0             | 0             | 35    | 0     |
| Deportes Tolima · Colombia   | 1.ª                 | 2023                | 13    | 0     | 0     | 0     | 0             | 0             | 13    | 0     |
| Deportes Tolima · Colombia   | Total               | Total               | 13    | 0     | 0     | 0     | 0             | 0             | 13    | 0     |
| Deportivo Pereira · Colombia | 1.ª                 | 2024                | 31    | 0     | 3     | 0     | -             | -             | 34    | 0     |
| Deportivo Pereira · Colombia | Total               | Total               | 31    | 0     | 0     | 0     | 0             | 0             | 34    | 0     |
| Millonarios · Colombia       | 1.ª                 | 2025                | 0     | 0     | 0     | 0     | 0             | 0             | 0     | 0     |
| Millonarios · Colombia       | Total               | Total               | 0     | 0     | 0     | 0     | 0             | 0             | 0     | 0     |
| Total en su carrera          | Total en su carrera | Total en su carrera | 176   | 0     | 21    | 2     | 1             | 0             | 198   | 2     |

## Palmarés

### Campeonatos nacionales
| Título    | Club            | Año  |
| --------- | --------------- | ---- |
| Primera A | América de Cali | 2020 |